# Нунэн, Пэт
Па́трик Джон Ну́нэн (англ. Patrick John Noonan; 2 августа 1980, Болуин, Миссури, США) — американский футболист, выступавший на позиции нападающего, и футбольный тренер. С 2022 года — главный тренер клуба «Цинциннати».

## Карьера игрока

### Молодёжная карьера
В 1999—2002 годах Нунэн обучался в Индианском университете в Блумингтоне по специальности «Спортивный менеджмент» и играл в футбол за команду университета «Индиана Хузиерс». В Национальной ассоциации студенческого спорта сыграл 91 матч, забил 48 мячей и отдал 31 результативную передачу. В сезоне 1999 помог «Индиана Хузиерс» выиграть национальный чемпионат. В сезоне 2002 Нунэн занял второе место в голосовании на «Херманн Трофи», награду лучшему игроку студенческого футбола США, уступив Алеко Эскандаряну. В сезонах 2001 и 2002 был включён в первую всеамериканскую символическую сборную, в сезоне 2000 — во вторую. Дважды признавался игроком года Конференции Big Ten (в сезонах 2001 и 2002) и трижды включался в символические сборные Конференции Big Ten.
В 2002 году также выступал за клуб «Мид-Мичиган Бакс» в Премьер-лиге развития ЮСЛ.

### Клубная карьера
13 января 2003 года Нунэн подписал контракт с MLS. 17 января 2003 года на Супердрафте MLS Нунэн был выбран в первом раунде под общим девятым номером клубом «Нью-Инглэнд Революшн». Его профессиональный дебют состоялся 13 апреля 2003 года в матче стартового тура сезона против «Чикаго Файр», в котором он вышел на замену на 92-й минуте вместо Даниэля Эрнандеса. 12 июля 2003 года в матче против «Метростарз» забил свой первый гол в профессиональной карьере. 25 октября 2003 года в матче заключительного тура сезона против «Метростарз» оформил хет-трик. Всего в четырёх матчах октября 2003 года он забил пять мячей и отдал одну результативную передачу, за что был назван игроком месяца в MLS. Сезон 2003 Нунэн закончил с десятью голами и семью голевыми передачами, за что номинировался на награду «Новичок года в MLS», но занял второе место, уступив Дамани Ральфу. 2 июня 2004 года в матче против «Канзас-Сити Уизардс» оформил хет-трик. Был отобран в число участников Матча всех звёзд MLS 2004. По итогам сезона 2004 Нунэн разделил «Золотую бутсу MLS» с Амадо Геварой, набрав 30 очков по системе «гол+пас» (11 голов и восемь голевых передач). В ноябре 2004 года тренировался с клубом английской Премьер-лиги «Челси». Был включён в сборную MLS на Матч всех звёзд MLS 2005 против клуба АПЛ «Фулхэм», но не смог сыграть из-за травмы. Сезон 2005 закончил с восемью голами и семью голевыми передачами. Пропустил значительную часть сезона 2006 из-за различных травм (подколенное сухожилие, спина, сгибатель бедра, спортивная грыжа), из-за чего сыграл лишь в 14 матчах, в которых забил один гол и отдал три голевые передачи. 28 декабря 2006 года Нунэн перезаключил контракт с «Нью-Инглэнд Революшн». Сезон 2007 закончил с семью голами. В январе 2008 года «Нью-Инглэнд Революшн» отклонил опцию продления контракта Нунэна.
23 января 2008 года Нунэн подписал трёхлетний контракт с клубом чемпионата Норвегии «Олесунн». В Типпелигаене дебютировал 13 апреля 2008 года в матче против «Викинга», заменив во втором тайме Джонатана Парра. 5 августа 2008 года Нунэн покинул «Олесунн».
6 августа 2008 года Нунэн вновь подписал контракт с MLS и был обменян из «Нью-Инглэнд Революшн», который сохранил права на него, в «Коламбус Крю» на распределительные средства и пик первого раунда Супердрафта MLS 2009, также клубы обменялись позициями в рейтинге распределения за сезон 2008 («Нью-Инглэнд» переместился на третье место, а «Коламбус» — на 10-е) и договорились об условиях распределения средств на сезон 2009. За «Крю» он дебютировал 16 августа 2008 года в матче против «Далласа». 13 сентября 2008 года в матче против «Торонто» забил свой первый гол за «Крю». В сезоне 2008 в составе «Коламбус Крю» Нунэн выиграл Supporters’ Shield и Кубок MLS.
15 июня 2009 года Нунэн был обменян в «Колорадо Рэпидз» на пик первого раунда Супердрафта MLS 2010 и распределительные средства. За «Рэпидз» дебютировал 20 июня 2009 года в матче против «Ди Си Юнайтед». 25 июля 2009 года в матче против «Нью-Йорк Ред Буллз» забил свой первый гол за «Рэпидз». 23 марта 2010 года «Колорадо Рэпидз» отчислил Нунэна.
После короткого просмотра в «Сиэтл Саундерс» Нунэн подписал контракт с клубом 31 марта 2010 года. Дебютировал за «Саундерс» 3 апреля 2010 года в матче против «Нью-Йорк Ред Буллз», выйдя на замену во втором тайме вместо Роджера Левеска. 27 июня 2010 года в матче против «Филадельфии Юнион» забил свой первый гол за «Саундерс». 16 сентября 2010 года был внесён в список травмированных из-за растяжения приводящей мышцы и пропустил остаток сезона. 1 апреля 2011 года Нунэн продлил контракт с «Сиэтл Саундерс». По окончании сезона 2011 «Сиэтл Саундерс» отклонил опцию продления контракта Нунэна.
12 декабря 2011 года на втором этапе Драфта возвращений MLS Нунэн был выбран «Лос-Анджелес Гэлакси». Клуб подписал с ним контракт 23 декабря 2011 года. За «Гэлакси» он дебютировал 18 марта 2012 года в матче против «Ди Си Юнайтед», выйдя на замену в конце второго тайма вместо Жуниньо. 28 апреля 2012 года в матче против «Далласа» забил свой первый гол за «Гэлакси». По окончании сезона 2012 «Лос-Анджелес Гэлакси» отклонил опцию продления контракта Нунэна.
Нунэн был доступен на Драфте возвращений MLS 2012, но остался невыбранным.

### Международная карьера
За сборную США Нунэн дебютировал 13 марта 2004 года в товарищеском матче со сборной Гаити, выйдя на замену во втором тайме вместо Стива Ролстона. 9 марта 2005 года в товарищеском матче со сборной Колумбии забил свой первый гол за сборную США. Был включён в состав сборной на Золотой кубок КОНКАКАФ 2005. Значился запасным в состав сборной на чемпионат мира 2006. Всего за сборную США сыграл 14 матчей в период с 2004 по 2008 год, забив один гол.

## Карьера тренера
11 января 2013 года Нунэн завершил карьеру игрока и присоединился к тренерскому штабу «Лос-Анджелес Гэлакси» в качестве ассистента главного тренера Брюса Арены.
4 января 2017 года проследовал за Ареной в сборную США.
17 января 2018 года вошёл в тренерский штаб «Филадельфии Юнион» в качестве ассистента главного тренера Джима Кертина.
14 декабря 2021 года Нунэн был назначен главным тренером «Цинциннати». В сезоне 2022 клуб впервые в своей истории вышел в плей-офф Кубка MLS. В сезоне 2023 клуб выиграл Supporters’ Shield, показав лучший результат в регулярном чемпионате MLS. 17 октября 2023 года Нунэн продлил контракт с «Цинциннати» на долгосрочный период. 21 ноября 2023 года Нунэн получил награду «Тренер года в MLS».

## Достижения
Как игрока
Командные
 «Нью-Инглэнд Революшн»
- Обладатель Открытого кубка США: 2007

 «Коламбус Крю»
- Чемпион MLS (обладатель Кубка MLS): 2008
- Победитель регулярного чемпионата MLS: 2008, 2009

 «Сиэтл Саундерс»
- Обладатель Открытого кубка США: 2010, 2011

 «Лос-Анджелес Гэлакси»
- Чемпион MLS (обладатель Кубка MLS): 2012

 сборная США
- Обладатель Золотого кубка КОНКАКАФ: 2005

Индивидуальные
- Обладатель «Золотой бутсы MLS»: 2004 (совместно с Амадо Геварой)
- Игрок месяца в MLS: октябрь 2003
- Участник Матча всех звёзд MLS: 2004

Как тренера
Командные
 Цинциннати
- Победитель регулярного чемпионата MLS: 2023

Индивидуальные
- Тренер года в MLS: 2023